# Stadion Prapor w Kramatorsku
Stadion Prapor – stadion sportowy w Kramatorsku, na Ukrainie. Został otwarty w 1936 roku. Może pomieścić 6000 widzów. Swoje spotkania rozgrywają na nim piłkarze klubu Awanhard Kramatorsk.